# Jharkhand
Jharkhand (hindi: झारखण्ड) je država u Indijskoj Uniji, nekada dio Bihara, nastala je 15. studenog 2000. Jharkand je 28. država Unije. Graniči sa Zapadnim Bengalom na istoku, Uttar Pradeshom i Chhattisgarhom na zapadu, Biharom na sjeverou i Orissom na jugu. Sastoji se od 18 distrikata: Garwa, Palamu, Chatra, Koderma, Hazaribagh, Giridih, Deoghar, Dumka, Godda, Pakur, Sahibganj, Dhanbad, Bokaro, Ranchi, Lohardagga, Gumla, Zapadni Singhbhum i Istočni Singhbhum. 

## Osnovni podaci
Glavni grad je Ranchi. 
Površina: 79.714 četvornih kilometara.

## Plemena
Kompletan popis plemena
- Asur… 7.783
- Baiga… 3.553
- Banjara… 412 (najmalobrojniji)
- Bathaudi… 1595
- Bedia… 60.445
- Bhumij… 136.110
- Binjhia… 10.009
- Birhor… 4.057
- Birjia… 4.057
- Chero… 52.210
- Chick Baraik … 40.339
- Gond… 96.574
- Gorait… 5.206
- Ho… 536.524
- Karmali…38.652
- Kharia… 141.771
- Kharwar… 222.758
- Khond… 1.263
- Kisan… 23.420
- Kora… 33.951
- Korba… 21.940
- Lohar… 169.090
- Mahli…91.868
- Mal Paharia… 79.322
- Munda… 845.887
- Oraon… 1.048.064
- Parhaiya… 24.012
- Santhal… 2.060.732
- Sauria Paharia… 30.269
- Savar… 3.014
- Bez određene pripadnosti … 6.660
  - Ukupno… 5.810.867

## Vanjske poveznice
- http://www.indianchild.com/jharkhand.htm  Arhivirana inačica izvorne stranice od 11. prosinca 2005. (Wayback Machine)
- http://www.unhchr.ch/Huridocda/Huridoca.nsf/(Symbol)/E.CN.4.2004.NGO.135.En?Opendocument
- http://www.forestpeoples.org/documents/asia_pacific/khunti_decl_nov03_eng.shtml  Arhivirana inačica izvorne stranice od 27. rujna 2007. (Wayback Machine)